# طب الأمراض البولية النسائية
علم أمراض المسالك البولية التناسلية هو تخصص جراحي فرعي من جراحة المسالك البولية وأمراض النساء.

## تاريخ
في عام 1893 ، اخترع هوارد كيلي ، طبيب أمراض النساء وطبيب المسالك البولية الرائد، منظار المثانة الهوائي الذي كان يتكون من أنبوب مجوف محمول باليد مع حاجز زجاجي.  عندما اجتمعت الجمعية الجراحية الأمريكية( أصبحت لاحقًا الكلية الأمريكية للجراحين) في بالتيمور عام 1900، أقيمت مسابقة بين هوارد كيلي وهيو هامبتون يونغ، والذي اعتبر والد جراحة المسالك البولية الحديثة.  باستخدام منظار المثانة الهوائي، أدخل كيلي قثاطير الحالب في مريضة في 3 دقائق فقط. وبذلك بدأ التنافس الودي بين أطباء أمراض النساء وأطباء المسالك البولية في مجال المسالك البولية النسائية وأمراض الجهاز البولي التناسلي. استمرت هذه المنافسة الودية لعقود. في العصر الحديث، أدى الاهتمام المشترك لأطباء التوليد وأطباء النساء وأطباء المسالك البولية بمشاكل قاع الحوض لدى النساء إلى مزيد من الجهود التعاونية.

## التعليم والتدريب
أطباء المسالك البولية النسائية هم من الأطباء الذين التحقوا بكلية الطب وحصلوا على درجتهم الطبية الأساسية وتلاها تدريب بعد التخرج في أمراض النساء والتوليد. ثم خضعوا للمزيد من التدريب في أمراض المسالك البولية النسائية لتحقيق الاعتماد / شهادة البورد في هذا التخصص الفرعي. تختلف متطلبات برنامج التدريب ومدته من بلد إلى آخر، ولكنها غفي العادة تمتد ما بين سنتين إلى ثلاث سنوات. تتوافر برامج الزمالة في أمراض المسالك البولية والتناسلية في بعض البلدان، ولكن ليس كلها، وتختلف مستويات الاعتماد والشهادات الرسمية من بلد إلى آخر.
الجمعية الدولية لأمراض المسالك البولية (IUGA) هي هيئة عالمية للمهنيين الممارسين في مجال المسالك البولية النسائية وطب الحوض والجراحة الترميمية للإناث. تسهل الجمعية تدريب الأطباء من البلدان التي ليس لديها برامج تدريب رسمية من خلال الاحتفاظ بدليل لبرامج الزمالة ونشره. توفر الجمعية أيضًا فرصًا تعليمية لأطباء المسالك البولية عبر الإنترنت أو بشكل شخصي، وهي تطور المصطلحات وتقوم بعمل توحيد قياسي ضمن هذا المجال. الجمعية الدولية للاستمرار (ICS) هي منظمة عالمية أخرى تسعى جاهدة لتحسين نوعية الحياة للأشخاص المتأثرين باضطرابات المسالك البولية والأمعاء وقاع الحوض من خلال التعليم والبحث.

## نطاق الممارسة
طب الجهاز البولي النسائي هو تخصص فرعي لأمراض النساء، وفي بعض البلدان يُعرف أيضًا باسم طب الحوض الأنثوي والجراحة الترميمية. يعالج اختصاصي أمراض المسالك البولية المشاكل السريرية المرتبطة بخلل في قاع الحوض والمثانة. تؤثر اضطرابات قاع الحوض على المثانة والأعضاء التناسلية والأمعاء. تشمل اضطرابات قاع الحوض الشائعة سلس البول وتدلي أعضاء الحوض وسلس البراز. يتولى أطباء المسالك البولية أيضًا مسؤولية رعاية النساء اللائي تعرضن لصدمة في منطقة العجان أثناء الولادة.
هناك بعض التداخل مع التخصص الفرعي لطب المسالك البولية الأنثوية - هؤلاء الأطباء هم أخصائيو المسالك البولية الذين خضعوا لتدريب إضافي ليكونوا قادرين على إدارة سلس البول عند النساء وتدلي أعضاء الحوض والتهاب المثانة الخلالي / PBS. بالإضافة إلى ذلك، هناك جراحو القولون والمستقيم الذين لديهم اهتمام خاص بسلس البول الشرجي وخلل قاع الحوض المرتبط بوظيفة المستقيم. تشجع ممارسة أمراض المسالك البولية المعاصرة فرقًا متعددة التخصصات تعمل في رعاية المرضى، مع مدخلات تعاونية من أطباء المسالك البولية وأطباء المسالك البولية وجراحي القولون والمستقيم وأطباء رعاية المسنين وأخصائيي العلاج الطبيعي. هذا مهم بشكل خاص في رعاية المرضى الذين يعانون من مشاكل معقدة، على سبيل المثال أولئك الذين خضعوا لعملية جراحية سابقة أو الذين يعانون من سلس البول والتدلي معًا، أو مشاكل في المسالك البولية والأمعاء. تعد اجتماعات الفريق متعدد التخصصات جزءًا مهمًا من مسار إدارة هؤلاء النساء.
يعالج أطباء المسالك البولية النسائية النساء المصابات بسلس البول والاختلال الوظيفي في قاع الحوض. تشمل الحالات السريرية التي قد يراها أخصائي أمراض المسالك البولية: سلس البول الإجهادي، فرط نشاط المثانة، صعوبة التبول، ألم المثانة، ألم مجرى البول، هبوط المهبل أو الرحم، التغوط المعوق، سلس البول، وإصابة العجان. يمكنهم أيضًا الاعتناء بالنساء المصابات بالناسور المثاني المهبلي أو المستقيم المهبلي بتدريب متخصص وبالاقتران مع تخصصات أخرى.
عادة ما يتم تقييم المرضى باستخدام مزيج من أخذ التاريخ والفحص (بما في ذلك فحص الحوض وتقييم التدلي باستخدام أنظمة تم التحقق منها مثل نظام قياس تدلي أعضاء الحوض وتقييم جودة تأثير الحياة باستخدام استبيانات تم التحقق من صحتها، بما في ذلك تقييم الوظيفة الجنسية، باستخدام استبيان تدلي أعضاء الحوض / سلس البول الجنسي. غالبًا ما تُستخدم مفكرة المثانة لتحديد كمية السوائل التي يتناولها الفرد، وعدد الفراغات في النهار والليل، بالإضافة إلى الحجم الذي يمكن أن تحتفظ به المثانة على أساس يومي. قد تشمل التحقيقات الإضافية ديناميكا البول أو تنظير المثانة. يبدأ العلاج عادةً بإجراءات تحفظية مثل تدريب عضلات قاع الحوض وتعديل السوائل والطعام أو تدريب المثانة. يمكن استخدام العلاجات الدوائية في حالة فرط نشاط المثانة، والتي قد تشمل الأدوية المضادة للمسكارين أو ناهضات مستقبلات بيتا 3 - وكلاهما يساعد على التحكم في الإلحاح الذي يعد المكون الرئيسي لفرط نشاط المثانة. إذا فشلت الأدوية، فإن الخيارات الأكثر توغلًا مثل حقن توكسين البوتولينوم في عضلة المثانة أو التعديل العصبي هي خيارات أخرى لتخفيف الأعراض. يمكن تقديم العلاجات الجراحية لسلس الإجهاد و / أو هبوط الرحم المهبلي إذا لم ينجح تدريب عضلات قاع الحوض.
نادرا ما تكون مشاكل الجهاز البولي التناسلي مهددة للحياة، ولكن لها تأثير كبير على نوعية حياة الأفراد المصابين. يستهدف أطباء المسالك البولية عادة تحسين جودة الحياة كهدف علاجي، وهناك تركيز كبير على تحسين الأعراض باستخدام تدابير تحفظية قبل الشروع في علاجات أكثر توغلًا.
تشمل بعض الحالات التي يتم علاجها في ممارسة طب الجهاز البولي: 
- قيلة المثانة
- قيلة معوية
- تدلي الأعضاء التناسلية الأنثوية
- سلس البراز
- سلس البول
- التهاب المثانة الخلالي
- الحزاز المسطح
- حزاز متصلب
- التخلق مولر
- مثانة نشيطة جدا
- الجماع المؤلم
- تدلي أعضاء الحوض
- المستقيم
- الناسور المستقيمي المهبلي
- التهابات المسالك البولية المتكررة
- سلس البول
- احتباس البول
- عدم تكوين المهبل
- الحاجز المهبلي
- الناسور الحويصلي الجلدي
- الناسور الحويصلي
- الناسور المثاني المهبلي
- إخلاء الصعوبات

تشمل الاختبارات والإجراءات التشخيصية ما يلي: 
- تنظير الإحليل
- اختبار ديناميكا البول
- الموجات فوق الصوتية

تشمل العلاجات المتخصصة: 
- إعادة بناء البطن
- تعديل سلوكي
- الارتجاع البيولوجي
- حقن توكسين البوتولينوم
- تعديل النظام الغذائي
- ترقيع اللفافة
- إعادة البناء بالمنظار
- الأدوية
- إعادة تأهيل قاع الحوض
- الفرزجة (للتدلي وسلس البول)
- القاذفات بوبوفاجينال
- تقنيات الاسترخاء
- إعادة البناء الروبوتية
- تحفيز العصب العجزي
- الحقن الإحليلي
- إعادة بناء مجرى البول
- تدريبات قمع الإلحاح
- إعادة بناء المهبل

## روابط خارجية
الرابطة الدولية لأمراض المسالك البولية النسائية